# Битва при Плацентії
Битва при Плацентії (іноді ототожнюється з битвою при Мутіні) — збройне зіткнення, що відбулося у 194 до Р. Х. на півночі Італії між військами Римської республіки під проводом Тиберія Семпронія Лонга та об'єднаними силами кількох галльських племен. У результаті римляни здобули рішучу перемогу, яка стала черговим кроком до повного завоювання Цизальпійської Галлії.

## Історичний контекст
На початку III століття до Р. Х. Рим активно розширював свій вплив у Північній Італії.
Однак вторгнення Ганнібала під час Другої Пунічної війни спричинило нове піднесення антиримських настроїв серед галлів. У 216 році до Р. Х. вони завдали поразки римлянам у літанській засідці, скориставшись загальним послабленням римської оборони. Після завершення війни з Карфагеном Рим повернувся до кампанії на півночі, намагаючись остаточно підкорити цей стратегічно важливий регіон.
Упродовж кількох років римляни здобули низку перемог — при Кремоні (200 до Р. Х.), на озері Комо (196 до Р. Х.) і, зрештою, при Плацентії (194 до Р. Х.) та Мутіні (193 до Р. Х.), що забезпечило встановлення римської влади над усією Цизальпійською Галлією.

## Підсумки битви
За свідченням Тіта Лівія, в бою при Плацентії було вбито близько 11 000 воїнів з племені боїв. Ця перемога суттєво підірвала бойовий потенціал галлів, а вже наступного року остаточне придушення опору завершилось перемогою Луція Корнелія Мерули у битві при Мутіні.